# Fokker 130
De Fokker 130 was een toekomstig passagiersvliegtuig van de Nederlandse vliegtuigfabriek Fokker. Het vliegtuig was bedoeld voor korte afstanden en zou plaats hebben geboden aan ongeveer honderddertig passagiers. Hoewel klein vergeleken met toestellen als de Boeing 737 en de Airbus A320, had de Fokker 130 het grootste verkeersvliegtuig kunnen worden dat Fokker ooit had gebouwd. Het was echter nog niet verder gekomen dan de ontwerpfase.
De Fokker 130 was, net als de Fokker 100, in wezen een verlengde en ingrijpend gemoderniseerde variant van de oudere F28 Fellowship. Fokker had voor de '130' onder meer de vleugel aangepast en vermoedelijk de spanwijdte vergroot.
De ontwikkeling van de '130' is voor zover bekend niet veel verder gekomen dan het aerodynamisch ontwerp, met daarbij het testen van een model van de Fokker 130 in een windtunnel.
Nadat de Nederlandse regering Fokker in 1987 had opgedragen een strategische partner te zoeken als voorwaarde voor het verstrekken van kredieten, werd toenadering gezocht tot het Duitse DASA. In 1991 verklaarde DASA-moedermaatschappij Daimler-Benz echter dat men niet zou deelnemen aan de bouw van het nieuwe toestel. Ruim een jaar later verklaarde DASA-directeur Hartmut Mehdorn nog eens luid en duidelijk dat de Fokker 130 niet zou worden gebouwd. In 1992 werd na jarenlange onderhandelingen een principe-akkoord tussen Fokker en DASA ondertekend. De problemen stapelden zich echter op, niet in de laatste plaats door problemen bij Daimler-Benz. Begin 1996 werd Fokker door de rechtbank te Amsterdam voorlopig surseance van betaling verleend. Op 15 maart 1996 ging Fokker failliet en waren de kansen op de Fokker 130 definitief verkeken.